# Forró (gênero musical)
É um dos gêneros musicais comumente executado nos tipos de festas de mesmo nome, forró. Foi inventado pelo artista nordestino brasileiro Luiz Gonzaga, em 1958.

## História
Forró de Mané Vitor (1950), apesar de ser considerada a primeira música de forró, foi lançado sem ritmo especificado. Apenas em 1959, no LP Luiz Gonzaga canta seus sucessos com Zé Dantas, ele enquadrou a composição dos dois.
Forró no escuro foi a primeira a ser lançada já como forró, em 1958, e era a escolhida pelo principal herdeiro musical dele, Dominguinhos, para exemplificar o ritmo.

## Características musicais
Criado a partir de modificações no som da zabumba e acordeon de outro gênero musical criado por Luiz Gonzaga, o baião. Ele possui um ritmo com velocidade maior que o baião. Seu compasso musical é quaternário.
Dominguinhos contava que vem da marcação da zabumba a principal diferenciação entre o gênero musical forró e baião.